# KZ Близнецов
KZ Близнецов (лат. KZ Geminorum) — карликовая новая, двойная катаклизмическая переменная звезда типа U Близнецов (UG) в созвездии Близнецов на расстоянии (вычисленном из значения параллакса) приблизительно 6 743 световых лет (около 2 067 парсек) от Солнца. Видимая звёздная величина звезды — от менее +18,5m до +14,7m. Орбитальный период — около 0,2225 суток (5,3391 часа)*.
Открыта Куно Хофмейстером в 1966 году и Борисом Кукаркиным и др. в 1968 году**.

## Характеристики
Первый компонент — аккрецирующий белый карлик. Масса — около 0,86 солнечной*. Эффективная температура — около 25793 К*.
Второй компонент — оранжевый карлик спектрального класса K2V*.